# Дитя (фильм)
«Дитя» (фр. L'Enfant) — бельгийский драматический художественный фильм, снятый Жан-Пьером и Люком Дарденнами в 2005 году. Лауреат главного приза Каннского кинофестиваля «Золотая пальмовая ветвь», ряда других наград.

## Сюжет
20-летний Бруно и 18-летняя Соня пытаются выжить за счёт её пособия по бедности и его мелких краж, когда Соня беременеет. Бруно продаёт ребёнка на чёрном рынке усыновлений, чтобы добыть немного «быстрых» денег. Столкнувшись с шоком Сони, он жалеет о своей ошибке и выкупает ребёнка обратно, но, после того как Соня выгоняет его, его растущие долги и безрассудство приводят Бруно прямой дорогой в тюрьму.

## В ролях
| Актёр             | Роль                   |
| ----------------- | ---------------------- |
| Жереми Ренье      | Бруно                  |
| Дебора Франсуа    | Соня                   |
| Джереми Сегар     | Стив                   |
| Фабрицио Ронджоне | бандит                 |
| Оливье Гурме      | полицейский в штатском |
| Анн Жерар         | торговка               |

## Награды и признание
- 2005 — приз «Золотая пальмовая ветвь» Каннского кинофестиваля (братья Дарденн)
- 2005 — две номинации на премию European Film Awards: лучший фильм (братья Дарденн, Дени Фрейд) и лучший актёр (Жереми Ренье)
- 2006 — пять премий имени Жозефа Плато: лучший бельгийский фильм, лучший бельгийский режиссёр (братья Дарденн), лучший бельгийский сценарий (братья Дарденн), лучший бельгийский актёр (Жереми Ренье), лучшая бельгийская актриса (Дебора Франсуа)
- 2006 — шведская премия «Золотой жук» за лучший зарубежный фильм (братья Дарденн)
- 2006 — приз за лучший фильм на кинофестивале в Вальдивии (братья Дарденн)
- 2006 — номинация на приз зрительских симпатий European Film Awards за лучший фильм (братья Дарденн)
- 2006 — четыре номинации на премию «Сезар»: лучший фильм (братья Дарденн), лучший режиссёр (братья Дарденн), лучший оригинальный сценарий (братья Дарденн), самая многообещающая актриса (Дебора Франсуа)
- 2006 — номинация на итальянскую премию «Давид ди Донателло» за лучший европейский фильм (братья Дарденн)
- 2007 — номинация на датскую премию «Бодил» за лучший неамериканский фильм (братья Дарденн)
- Фильм был выбран бельгийским жюри в качестве кандидата на премию «Оскар» за лучший зарубежный фильм, однако в итоге не был номинирован.